# Ризерфернергруппе
Ризерфернергруппе (нем. Rieserfernergruppe, итал. Gruppo delle Vedrette di Ries) — горная цепь в системе Центральных Восточных Альп, одна из горных гряд, формирующих горный массив Высокий Тауэрн. Проходит через австрийскую землю Тироль и итальянскую провинцию Южный Тироль области Трентино-Альто-Адидже. 

## Описание
Хребет Ризерфернергруппе формирует самую юго-западную часть Высокого Тауэрна, его предгорья простираются к юго-западу до Брунико в долине Пустерталь. Название происходит от названия ледника Ризерфернер, расположенного на северном фланге между самой высокой вершины хребта Хохгалль (3436 м) и Шнеебигер-Нок (3358 м). Основная часть гряды расположена в Южном Тироле, где большая часть находится в охраняемом природном парке Ризерфернер-Арн.
Хотя горная цепь Ризерфернергруппе относительно небольшая по сравнению с другими альпийскими массивами, она популярна среди альпинистов и путешественников благодаря живописных видам и крутым частично ледниковым вершинам.

## Вершины
В Ризерфернергруппе насчитывается около 30 вершин высотой более 3 тыс. м. Самые известные и самые важные вершины:
- Хохгалль (3436 м)
- Шнеебигер Нок (3 358 м)
- Вильдгалль (3273 м)
- Магерштайн (3273 м)
- Ленкштайн (3237 м)
- Гроссе Виндшар (Ланебахшпитце) (3 041 м), самый западный трёхтысячник
- Драйекшпитце (3041 м), самый северный трёхтысячник.

Прочие вершины:
- Альмерхорн (2986 м), самая восточная вершина.